# 오윤경
오윤경(1941년 8월 6일 ~ )은 조선민주주의인민공화국의 전직 축구 선수이다. 현역 시절 포지션은 수비수였다.